# Lijst van gemeentelijke monumenten in Maastricht-Centrum
De wijk Maastricht-Centrum in Maastricht heeft 1.451 panden/objecten die als gemeentelijke monument zijn beschreven in 1.053 regels (monumentnummers), verdeeld over 7 buurten.

## Binnenstad
De buurt Binnenstad kent 255 objecten beschreven in 209 regels.

## Boschstraatkwartier
De buurt Boschstraatkwartier kent 56 objecten beschreven in 54 regels.

## Jekerkwartier
De buurt Jekerkwartier kent 211 objecten beschreven in 169 regels.

## Kommelkwartier
De buurt Kommelkwartier kent 102 objecten beschreven in 64 regels.

## Sint Maartenspoort
De buurt Sint Maartenspoort kent 112 objecten beschreven in 49 regels.

## Statenkwartier
De buurt Statenkwartier kent 276 objecten beschreven in 175 regels.

## Wyck
De buurt Wyck kent 438 objecten beschreven in 332 regels.

## Door meerdere buurten
In de buurten Boschstraatkwartier en Sint Maartenspoort:
| Object                            | Bouwjaar                    | Architect | Locatie               | Coördinaten                   | Nr.       | Afbeelding        |
| --------------------------------- | --------------------------- | --------- | --------------------- | ----------------------------- | --------- | ----------------- |
| Voormalige spoorbrug over de Maas | 1957 (brug), 1856 (pijlers) |           | Franciscus Romanusweg | 50° 51' 31" NB, 5° 41' 51" OL | 0935/1301 | Meer afbeeldingen |